# Poletne olimpijske igre 2032
Poletne olimpijske igre 2032, (XXXV. olimpijada moderne dobe ali Brisbane 2032) bodo mednarodni večšportni dogodek, ki naj bi potekal od 23. julija do 8. avgusta 2032 v Brisbanu v Queenslandu, Avstralija.
To bodo tretje poletne igre, ki bodo potekale v Avstraliji. Prve so bile tam poletne olimpijske igre leta 1956 v Melbournu v državi Victoria, druge pa poletne olimpijske igre leta 2000 v Sydneyju v Novem Južnem Walesu. To bodo tudi druge poletne igre, ki bodo potekale pozimi na južni polobli; prva takšne so bile poletne olimpijske igre 2016 v Riu de Janeiru.
Mednarodni olimpijski komite je 21. julija 2021, dva dni pred poletnimi olimpijskimi igrami leta 2020, zaradi sprememb pravil o ponudbah izbral Brisbane kot gostiteljsko mesto. Brisbane je bil kot prednostna ponudba prvič objavljen 24. februarja 2021, uradno odobritev izvršnega odbora MOK pa je dobil 10. julija 2021. Brisbane je tako prvo gostiteljsko mesto, ki je z novimi razpisnimi postopki zmagalo na olimpijskih igrah.

## Postopek zbiranja ponudb
Nov postopek oddaje ponudb za MOK je bil odobren na 134. zasedanju MOK 24. junija 2019 v švicarski Lozani. Ključni predlogi, ki temeljijo na ustreznih priporočilih olimpijske agende 2020, so:
- Vzpostavitev stalnega dialoga za raziskovanje in ustvarjanje zanimanja med mesti/regijami/državami in nacionalnimi olimpijskimi odbori za kateri koli olimpijski dogodek
- Ustvariti dve prihodnji gostiteljski komisiji (poletne in zimske igre) za nadzor zanimanja za prihodnje olimpijske prireditve in poročanje izvršnemu odboru MOK
- Dajanje večji vpliv zasedanju MOK, tako da bodo neizvršni člani upravnega odbora del prihodnjih gostiteljskih komisij.[8][7]

MOK je prav tako spremenil olimpijsko listino, da bi povečal njeno prilagodljivost, tako da je odstranil datum volitev iz sedmih let pred igrami in spremenil gostitelja kot mesto iz enega mesta/regije/države v več mest, regij ali držav.
Spremembo postopka zbiranja ponudb so člani nemške ponudbe kritizirali kot "nerazumljivo".

### Prihodnje gostiteljske poletne komisije
Celotna sestava poletnih komisij, ki nadzirajo zainteresirane gostitelje ali potencialne gostitelje, za katere bo MOK morda želel ustvariti zanimanje, je naslednja: 
| Člani MOK (6) | Drugi člani (4)                                                                                       |
| --- | --- |
| - Kristin Kloster Aasen (predsednica) - Dick Pound - Li Lingwei - Mikee Cojuangco-Jaworski - Luis Mejía Oviedo - Filomena Fortes | - Sarah Walker (športniki) - Francesco Ricci Bitti (ASOIF) - Paul Tergat (NOC) - Andrew Parsons (IPC) |

### Faze dialoga
V skladu s pooblastili Komisije prihodnje gostiteljice s pravili ravnanja je novi sistem zbiranja ponudb MOK razdeljen na dve stopnji dialoga:
- Stalni dialog: Neobvezujoče se razprave med MOK in zainteresiranimi stranmi (mesto/regija/država/NOK, ki jih zanima gostiteljstvo) v zvezi z gostovanjem prihodnjih olimpijskih prireditev.
- Ciljni dialog: ciljno usmerjeni razgovori z eno ali več zainteresiranimi stranmi (imenovanimi "prednostni gostitelji") po navodilih izvršnega odbora MOK. To sledi priporočilu Komisije prihodnjih gostiteljic, ki je rezultat stalnega dialoga.

### Izbira gostitelja
Brez kakršne koli konkurenčne ponudbe je bil Brisbane na 138. zasedanju MOK 21. julija 2021 v Tokiu na Japonskem, potrjen kot gostitelj poletnih olimpijskih iger 2032. Glede na novo obliko izbire mest, ki bodo gostila olimpijske igre iz Agende MOK 2020, je bilo glasovanje v obliki referenduma za 80 delegatov MOK. Po podatkih Avstralske radiotelevizijske korporacije je 72 delegatov glasovalo za, pet jih je bilo proti, trije pa so bili vzdržani.
| Mesto    | Ime NOC    | Za | Proti | Vzdržani |
| -------- | ---------- | -- | ----- | -------- |
| Brisbane | Avstralija | 72 | 5.    | 3        |

## Razvoj in priprave
Od izbire mesta za gostitelja poletnih olimpijskih iger 2032 ima Brisbane na voljo 11 let, da se pripravi na igre. Ponudba za Brisbane se je oprla na predpostavko, da mesto zagotavlja 80 odstotkov prizorišč, potrebnih za gostovanje iger, ki so že obstoječi. Študija izvedljivosti za leto 2019 je pokazala, da bo za gostiteljstvo iger potrebnih več kot 900 milijonov ameriških dolarjev iz državnih in zveznih virov. Ponudba je leta 2019 prejela podporo zvezne vlade.

### Gradnja prizorišč in prenove
Večina prizorišč za igre je obstoječih ali v postopku prenove in nadgradnje. Večina novih prizorišč bi bila nameščena v coni Brisbane, na primer načrtovani predel Brisbane Live, ki se nahaja na ulici Roma. Na območju Brisbane Live bo v središču prizorišča od 17 do 18.000 ljudi, uporabljali pa ga bodo predvsem za vodne športe. Na območju bo tudi nova železniška postaja pod Rimsko ulico. Stroški gradnje okrožja znašajo približno 2 milijardi ameriških dolarjev, predviden datum zaključka del pa je 2024.
Glavni olimpijski stadion, Igrišče za kriket v Brisbaneu, lokalno znano kot "Gabba", bo s 42.000 sedežev razširjen na 50.000. Po mestu bodo zgrajena tudi začasna prizorišča, na primer v parkih Victoria in Manly.

### Infrastruktura
Od leta 2021 ima Brisbane številne infrastrukturne projekte, ki se trenutno gradijo ali načrtujejo poleg iger. Cross River Rail, ki naj bi bil končan leta 2024, je projekt podzemne železnice skozi osrednji Brisbane, ki je trenutno v fazi gradnje. Cross River Rail bo razvil novo železniško progo pod reko Brisbane in prenovo številnih postaj v osrednjem poslovnem okrožju Brisbana s stroški več kot 5 milijard $. Drugi projekti prometne infrastrukture vključujejo projekt hitrega tranzita z avtobusom Brisbane Metro, ki bo omogočil gradnjo dveh prog s hitrostjo do treh minut v času konic. Projekt naj bi bil končan do leta 2023.

## Prizorišča
Prizorišča se bodo nahajala na treh območjih: Brisbane, Gold Coast in na Sončni obali. Prizorišča so tudi na regionalnih območjih in v drugih avstralskih mestih, kot so Cairns, Toowoomba, Townsville, Sydney in Melbourne.

## RTV pravice
- Brazilija – Grupo Globo[18]
- Japonska – Japan Consortium[19]
- Severna Koreja – JTBC[20]
- Južna Koreja – JTBC[20]
- Združene države Amerike – NBCUniversal[21]